# المحاربة

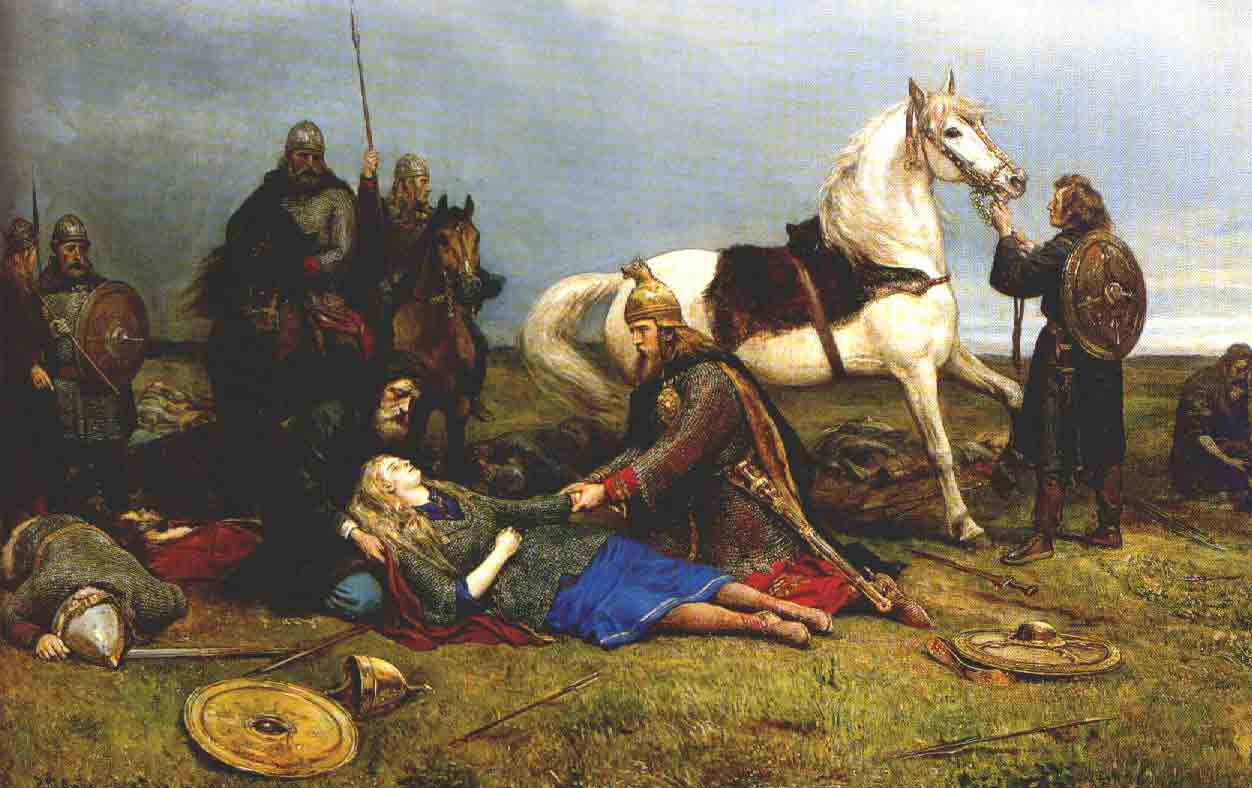
وفاة هيرفور بعد معركة القوط والهون بقلم بيتر نيكولاي أربو

المحاربة (بالإسكندنافية القديمة: skjaldmær)‏ بالإنجليزية (Shield-maiden) وتُترجم حرفيًا: فتاة الدرع. هي أنثى مقاتلة من الميثولوجيا والأساطير الإسكندنافية. يختلف المؤرخون عن مدى مصداقية وجودها.
المحاربة تذكر غالبا في ما يعرف بـ "الساجا" مثل «هيرفرار ساجا أوك ايروكس» و«غيستا دانورم». لهم أيضاً ظهور في قصص أمم الجرمان والقوط والكيمبريون والماركومانيون. قد تكون الفالكيري الأسطورية مبنية على أسطورة هذه المحاربات.

## التواجد التاريخي
هناك جدل كبير حول التواجد التاريخي للمحاربات. بعض باحثي الآثار أمثال نيل برايس يؤمنون بحقيقة تواجدهم ولكن البعض الآخر مثل جودث جش يعتقدون أنه لا وجود لأدلة تشير لنساء مدربات للقتال أو محاربات.

### علم الآثار
تم الكشف عن قبور مستوطنين إناث تحتوي على أسلحة، لكن العلماء لم يتفقوا على كيفية تفسير ذلك. تشير مقابر المهاجرين الإسكندنافيين في إنجلترا والتحليل الكيميائي للبقايا إلى توزيع متساوٍ بين الرجال والنساء إلى حدٍ ما، مما يوحي إلى الأزواج والزوجات، بينما دفنت بعض النساء مع أسلحة.
في رابط خاص بالمسلسل التلفزيوني الشهير فايكنغر، أظهر باحث الآثار نيل برايس أن مقبرة بيركا التي تعود إلى القرن العاشر والتي تم التنقيب عنها في السبعينيات تحتوي على العديد من الأسلحة وعظام حصانين، تبين بعد تحليل العظام من قبل آناشيلستروم أنها قبر امرأة.
في عام 2017 أكد تحليل الحمض النووي أنها عظام أنثى، سُميت بأنثى بريكا محاربة الفايكنج. البعض مثل جوديث جيش ومؤرخون الفايكنج يعتقدون أن هذا الاستنتاج سابق لأوانه.

### السجلات التاريخية
هناك عدد قليل من الشهادات التاريخية التي تفيد بأن نساء عصر الفايكنج شاركن في الحروب. سجل المؤرخ البيزنطي جون سكايلتزيس أن النساء قاتلن في المعركة عندما هاجم سفياتوسلاف الأول الكييفي البيزنطيين في بلغاريا عام 971. عندما عانى الفارانجيون هزيمة مدمرة في معركة دوروستولون، اندهش المنتصرون من اكتشاف نساء مسلحات بين صفوف المحاربين القتلى.
عندما كانت أخت ليف إريكسون الغير الشقيقة فريدس إريكسودر حاملاً في فينلاند، ورد أنها حملت سيفاً وهي عارية الصدر وقامت بإخافة أفراد السكريلنغ المهاجمين. تم سرد المعركة في ملحمة غرينلاند، والتي لا تشير صراحة إلى ان فريدس إريكسودر هي أحد المحاربات.
ورد ساكسو غراماتيكوس ان المحاربات قاتلن إلى جانب الدانيون في معركة برافيلير سنة 750.

## السجلات الأسطورية
هناك عدة أمثلة على المحاربات التي ذكروا بالاسم في الملاحم الإسكندنافية منها برينهلدر في ملحمة فولسنغا، هيرفور في هيرفرار ساجا اوك ايروكس، برينهلدر في بوسا ساجا اوك هيروس، الأميرة السويدية ثورنبيورغ في رولف ساجا غيتركسونار، والأميرة هيد في غيستا دانورم، فسنا في غيستا دانورم، وفيبورغ في غيستا دانورم.
هناك ظهور لمحارباتين في بعض من ترجمات ملحمة هيرفرار، كلاهما يحملان اسم هيرفور. الأولى كانت تعرف بطباعها الرجولية منذ الطفولة فقد كانت تقوم بمداهمة المسافرين في الغابات مرتدية ملابس رجالية. لاحقًا في حياتها اخذت السيف الملعون تيرفنغ من قبر والدها واصبحت مهاجمة بحرية، في النهاية تزوجت واستقرت عائدة إلى الحياة الطبيعية. الثانية هي حفيدتها التي سميت أيضًا هيرفور التي قامت بقيادة القوات ضد جماعة الهون المهاجمين، مع ان الملحمة تتحدث عن شجاعتها البطولية لكنها تعرضت لجروح قاتلة على يد العدو مما ادى بحياتها في أرض المعركة.
وضع الباحثتان جوديت جيش وجيني جوشنس نظرية مفادها ان المصير المحزن الذي يصيب هذه المحاربات أو عودتهم المفاجئة إلى دورهم الانثوي في كثير من الأحيان هي شهادة للدور النموذجي والخيالي للذكور والإناث وتحذير لمخاطر التخلي عن الدور الجنسي لكل فئة.
برينهلدر بولادوتير وغورون جوكدوتير
في رواية عن برينهلدر في ملحمة فولسنغا التي كانت تنافس غورون في الحب تظهر لنا الملامح الارستقراطية لهذه المحاربات حيث كانت شغوفة بالشرف في القتال كما كان الرجال، تزوجت برينهلدر من غنار الذي كان أخاً لمنافستها غورون بدلاً من سغرور الذي كان من المفترض ان تتزوجه وكتبت بعضاً من الأسطر الشعرية مقارنتاً بين الرجلين:
سغرور حارب التنين
والنتيجة لن ينساها أحد
بينما يصمد الرجال
أخاكِ لم يجرؤ على الخوض في النار
ولا القفز من فوقه.
تزوجت برينهلدر من غنار وليس سغرور بسبب الحيلة والخديعة وذلك تضمن إعطائه عقار جعله ينسى علاقته معها. برينهلدر غاضبة ليس فقط لانه نساها ولكن أيضًا بسبب الخديعة والحيلة التي تجرت حيث كن تلك المحاربات يتميزن بكونهم صادقات في ما يعملن على غرار ما كان متعارف عليه من صفاتِ أنثوية آن ذاك، وقامت بالتفاعل مع غضبها بشكل صريح مما أدى إلى مقتلها ومقتل سغرور وإبنه من قبل غورون التي ارادت قتل الطفل ظنًا منها انه سينتقم لعائلته عندما يكبر.
كانت لدى غورون مشاكل عائلية مماثلة، لكنها لم تتصرف بمفردها في بادئ الأمر بل جعلت الذكورمن عائلتها يقاتلوا من أجلها حيث غورون لم تكن محاربة وكانت برينهلدر تسخر منها لذلك قائلة «إسئلي فقط عما هو في صالحك ان تعرفيه، فهذا ملائم للنساء النبيلات، من السهل ان تكوني على رضا عندما يحدث كل شيء بمحض إرادتك».
تزوجت غورون لاحقاً عدة مرات وتغريت شخصيتها تمامًا فقد أصبحت قادرة على قتل اولادها وحرق قاعة وإرسال بقية اولادها للانتقام لمقتل ابنتها سفانهلدر. في عالم الساجا، يمكن للنساء ان يكن شرفاء وبلا رحمة تمامًا كما الأبطال الرجال، بينما لاينطبق على المحاربة الوصف التقليدي للنساء لكن قوة شخصيتها متواجدة في هذه القصص حتى في أكثر النساء انوثة وتمسكاً بالتقاليد.

## المحاربات في الثقافة الشعبية
تم تصوير المقاتلات الإناث المستوحاة من الملاحم الإسكندنافية في العديد من الأعمال التاريخية والخيالية مثل المسلسل التلفزيوني الشهير فايكنز الذي صدر عام 2013.
كما صدر أيضاً بعض من الأعمال الفنية المستوحاة من هذه الشخصية مثل لعبة الفيديو أساسنز كريد فالهالا قالت ثيري نويل المستشارة التاريخية للعبة انه تمت مناقشة المصادر الأثرية المتعلقة بالقضية بشدة ومع ذلك المحاربات هن جزء من النظرة الإسكندنافية للعالم، حيث ان العديد من الساجا والأساطير من المجتمع الإسكندنافي تحتوي على نساء قويات ومقاتلات وذلك ينبع من إعتقادهم ان الرجال والنساء متساوون في أرض المعركة.
في حين أن أصبحت شخصية المحاربة إحدى العناصر الرئيسية للقصص الخيالية إلا أنه لا يُشار إليهن غالباً بهذا المسمى، من الامثلة عاى هذه الشخصيات«إيوين» في سلسلة سيد الخواتم للكاتب جون رونالد تولكين وشخصية ثورغل في سلسلة ذا سي اوف ترولز للكاتبة نانسي فارمر.